# Sentinel Range
Il Sentinel Range o Catena della Sentinella è un'estesa catena montuosa dell'Antartide, facente parte dei Monti Ellsworth. Si sviluppa da Nord-Nord Ovest a Sud-Sud Est per circa 185 km ed è larga circa 48 km. Molte cime della catena superano i 4.000 m s.l.m. e il Monte Vinson (4892 m) nella parte meridionale della catena montuosa è la montagna più alta di tutto il continente.

## Descrizione

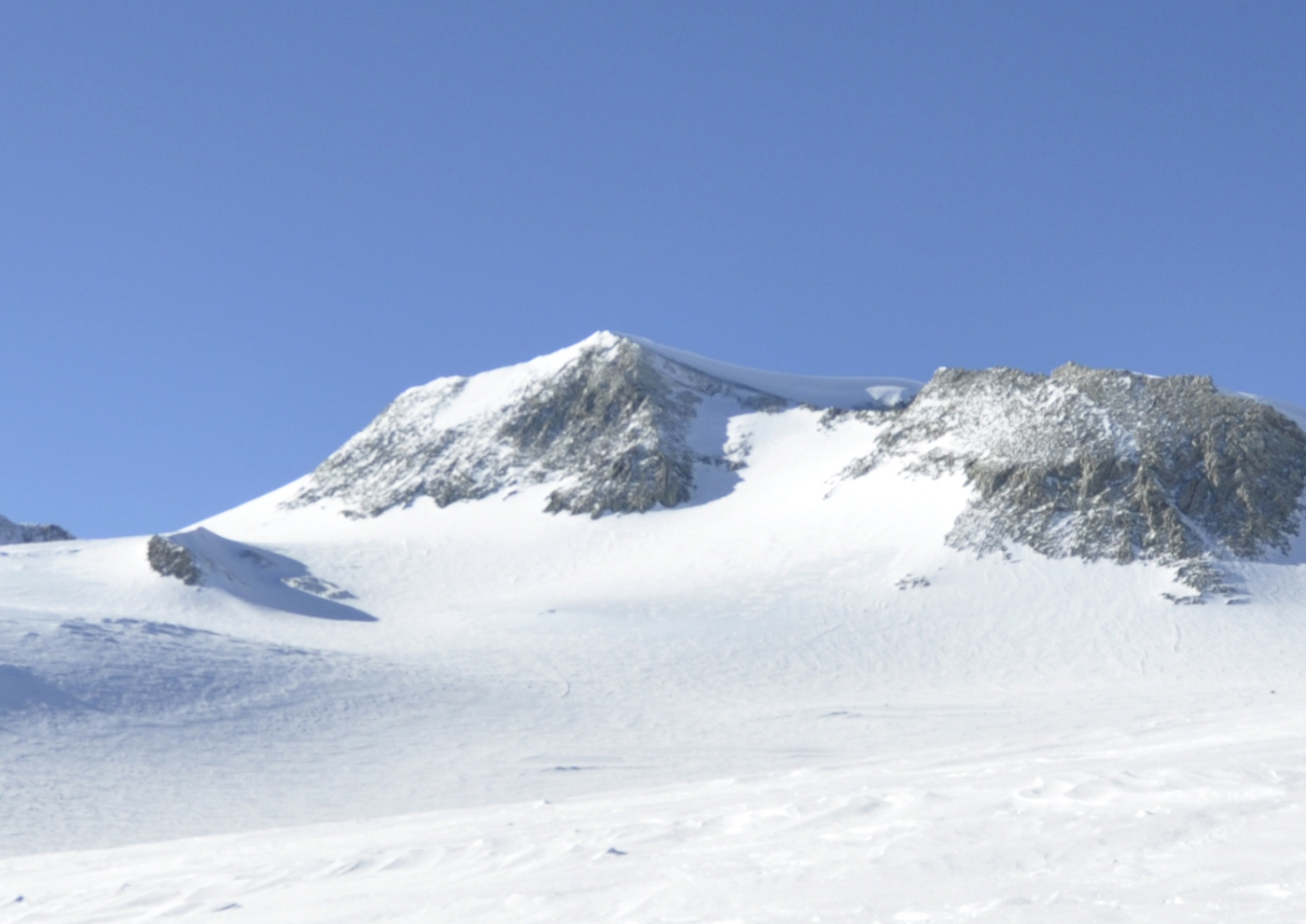
Monte Vinson

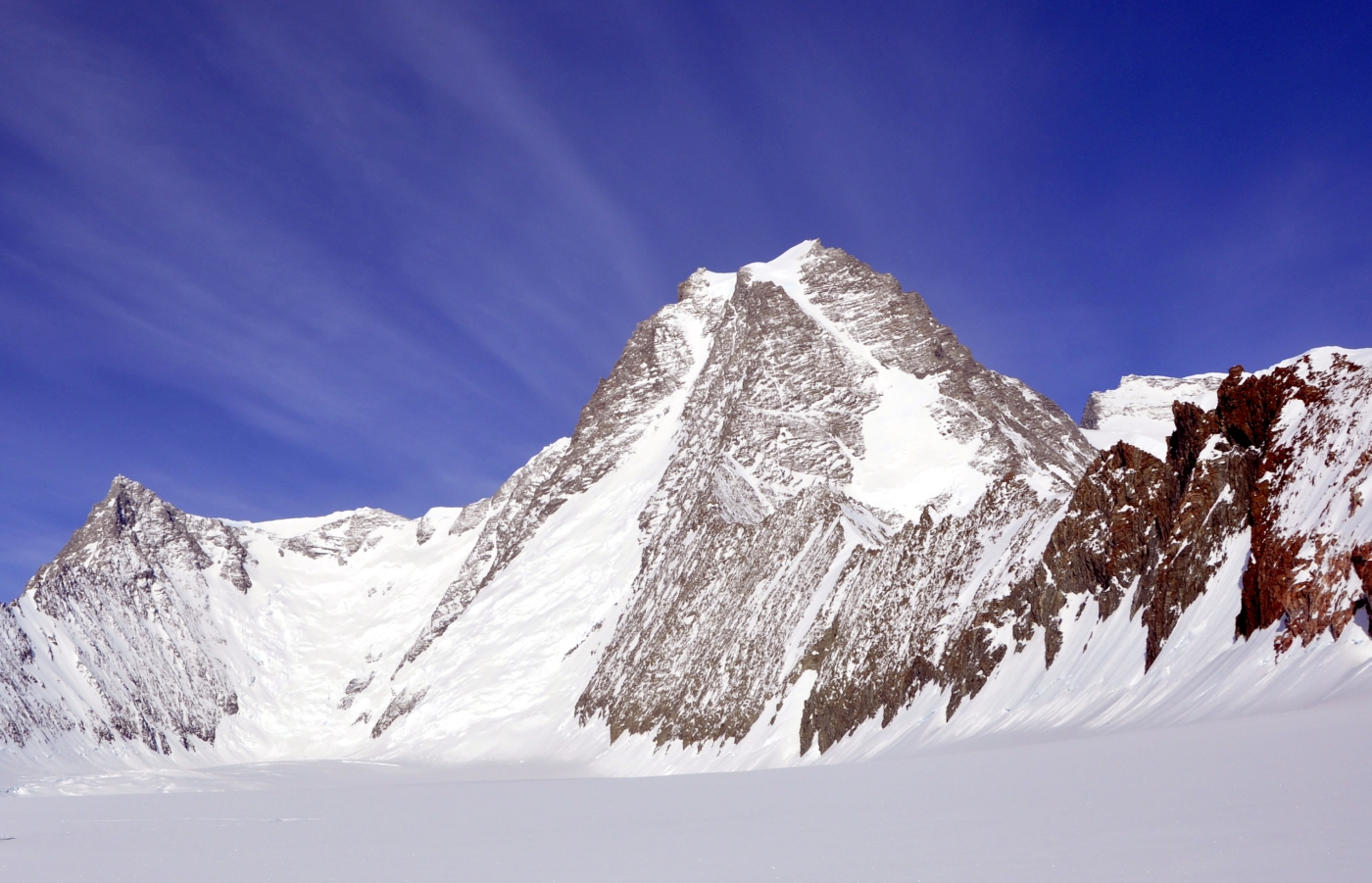
Monte Tyree

La catena fu individuata e fotografata dall'alto per la prima volta il 23 novembre 1935, da Lincoln Ellsworth. Venne esplorata e parzialmente esaminata nel gennaio del 1958 da una spedizione guidata da Charles Bentley. L'intera catena venne mappata dall'USGS per mezzo di fotografie aeree scattate dalla Marina statunitense negli anni dal 1958 al 1961.

### Montagne principali
Le dieci più alte vette della catena montuosa sono:
- Monte Vinson - 4.892 m
- Monte Tyree - 4.852 m
- Monte Shinn - 4.661 m
- Monte Craddock - 4.650 m
- Monte Epperly - 4.602 m
- Monte Gardner - 4.587 m
- Monte Anderson - 4.254 m
- Monte Bentley - 4.247 m
- Monte Ostenso - 4.179 m
- Long Gables - 4.151 m